# Wonfurt
Wonfurt er en kommune i Landkreis Haßberge i Regierungsbezirk Unterfranken i den tyske delstat Bayern.
Den en del af Verwaltungsgemeinschaft Theres.

## Geografi
Wonfurt ligger i nærheden af landkreisen administrationsby Haßfurt.
Ud over Wonfurt, er der i kommunen landsbyerne Ampfach, Steinsfeld og Reinhardswinden.